# Eutins slott

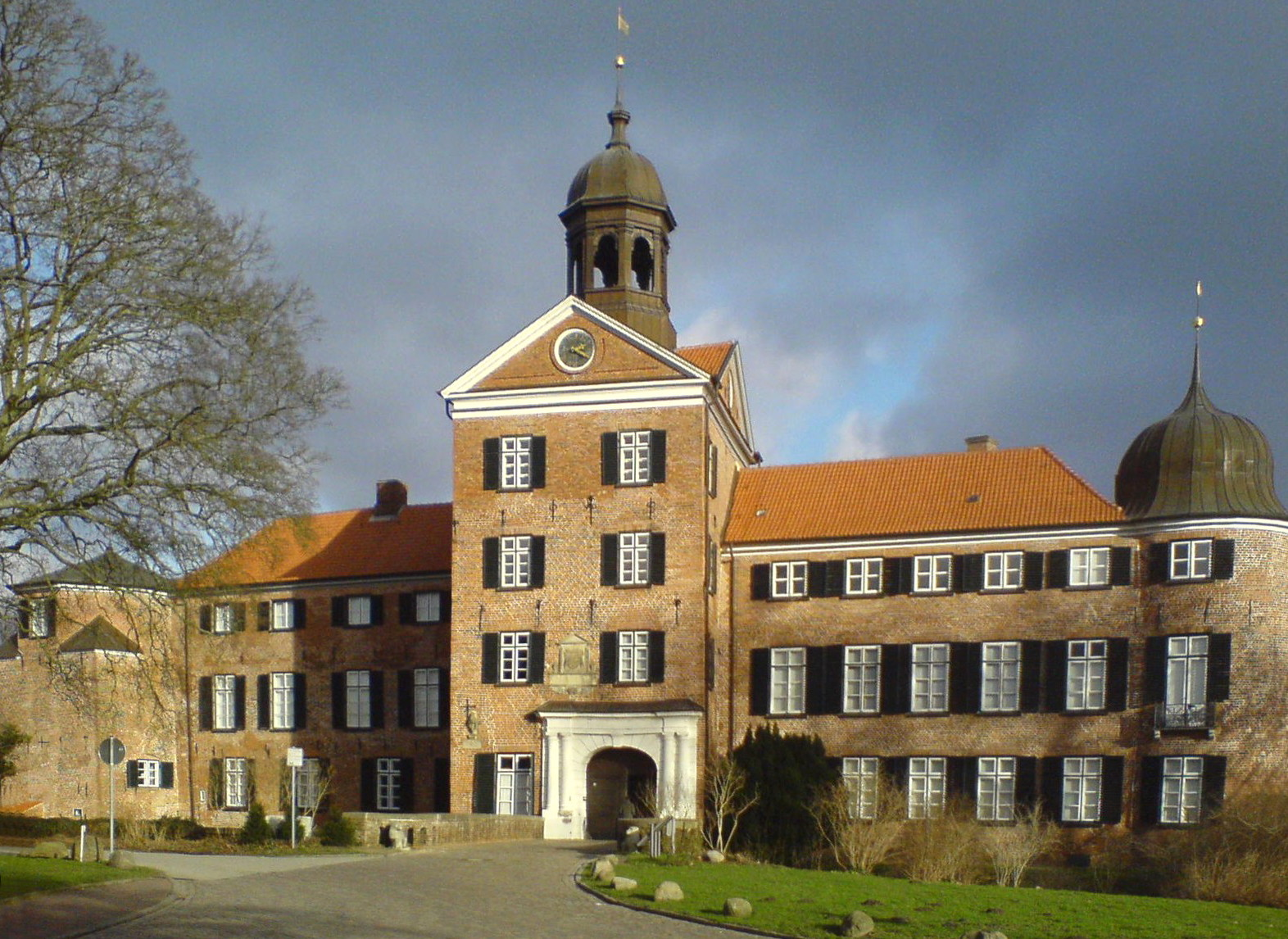
Eutins slott, fasad mot väst med portaltornet.

Eutins slott (på tyska Eutiner Schloss) är ett slott i staden Eutin i Schleswig-Holstein, norra Tyskland. Slottets historik går tillbaka till 1150-talet. Dagens utseende fick slottet huvudsakligen mellan åren 1717 och 1727 samt kring 1840.  Sedan 1967 är slottet ett byggnadsminne. Mellan 1986 och 2006 genomfördes den senaste restaureringen. Idag räknas Eutins slott tillsammans med Glücksburgs slott och Gottorps slott till de viktigaste profana byggnaderna i Schleswig-Holstein. Slottet är sedan 1957 tillgängligt för allmänheten. Det ägs och förvaltas av stiftelsen ”Stiftung Schloss Eutin”.

## Historik

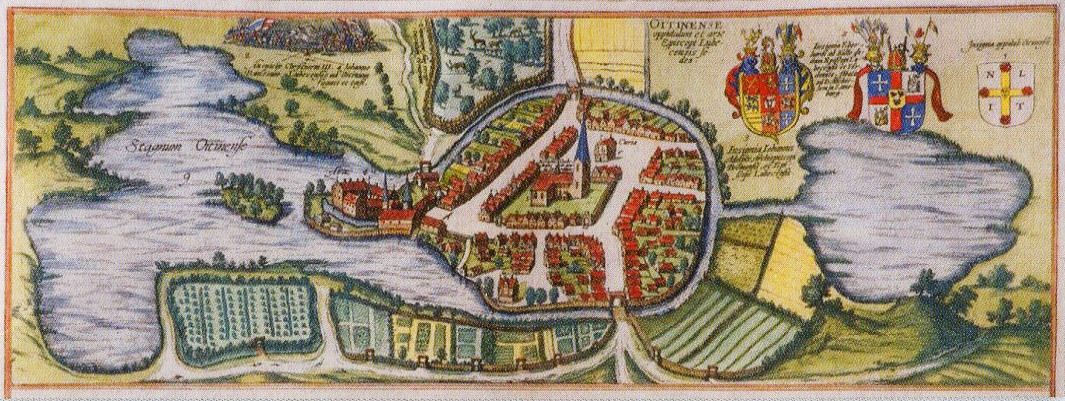
Borgen och staden Eutin, 1586.

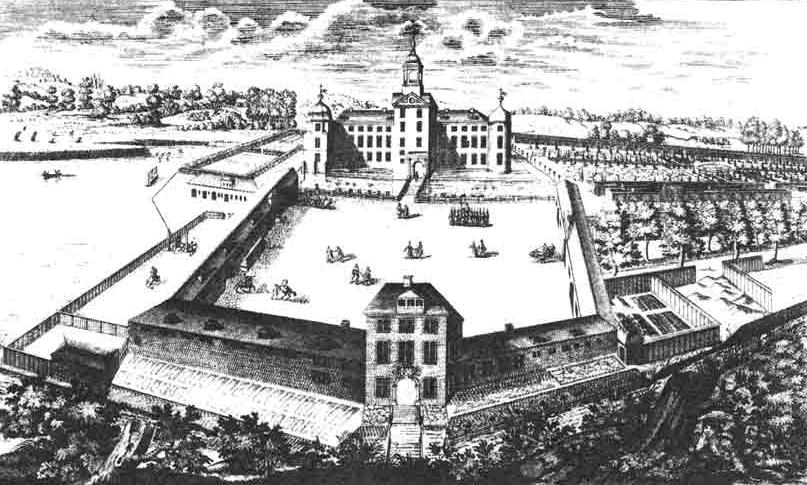
Eutins slott, cirka 1743.

På platsen för dagens slott uppfördes kring 1150 ett stenhus genom biskopen Gerold av Oldenburg, som 1156 hade erhållit marken av Adolf II av Holstein. Under de följande århundraden om- och tillbyggdes stenhuset till en borganläggning och ett flertal fristående byggnader tillkom kring borgen. Under 1400-talets mitt  utvidgades borgen med flera hörntorn. Vid 1500-talets slut sammanbyggdes husen till ett enkelt renässansslott.
I samband med reformationen kom staden Eutin och slottet 1586 i besittningen av Holstein-Gottorps hertigar. 1689 skadades Eutin och slottet av en omfattande brand. Slottet uppfördes på nytt på den gamla  grunden men förstördes delvis av danska trupper 1705.
Sin storhetstid hade slottet på 1700- och 1800-talen. Under Kristian August av Holstein-Gottorp och Fredrik August I av Oldenburg förvandlades slottet till en barockanläggning. Mellan 1717 och 1727 fick slottet sitt nuvarande utseende. Arbetena leddes av den svenska arkitekten och hovbyggmästaren Rudolph Matthias Dallin. Han orienterade slottet mot syd och den samtidigt anlagda trädgården. I början av 1800-talet förvandlades barockparken till en modern landskapspark och på 1840-talet fick interiören ett klassicistiskt utseende. 1845 påbyggdes slottet med en våning.

## Nyare historik
Fram till Fredrik August II av Oldenburgs abdikering  1918 var Eutins slott familjens regelbundna sommarresidens. Därefter stod slottet obebodd och ett första museum inrättades.  Anläggningen klarade andra världskriget utan skador.  Mellan 1943 och 1949 var slottet flyktingmottagning. Därefter följde en omfattande restaurering. Fram till 1969 bodde hertig Adolf Fredrik av Mecklenburg-Schwerin i slottet. 1992 lade den hertigliga familjen slott och trädgård i den nybildade ”Stiftung Schloss Eutin”. 

## Slottet idag

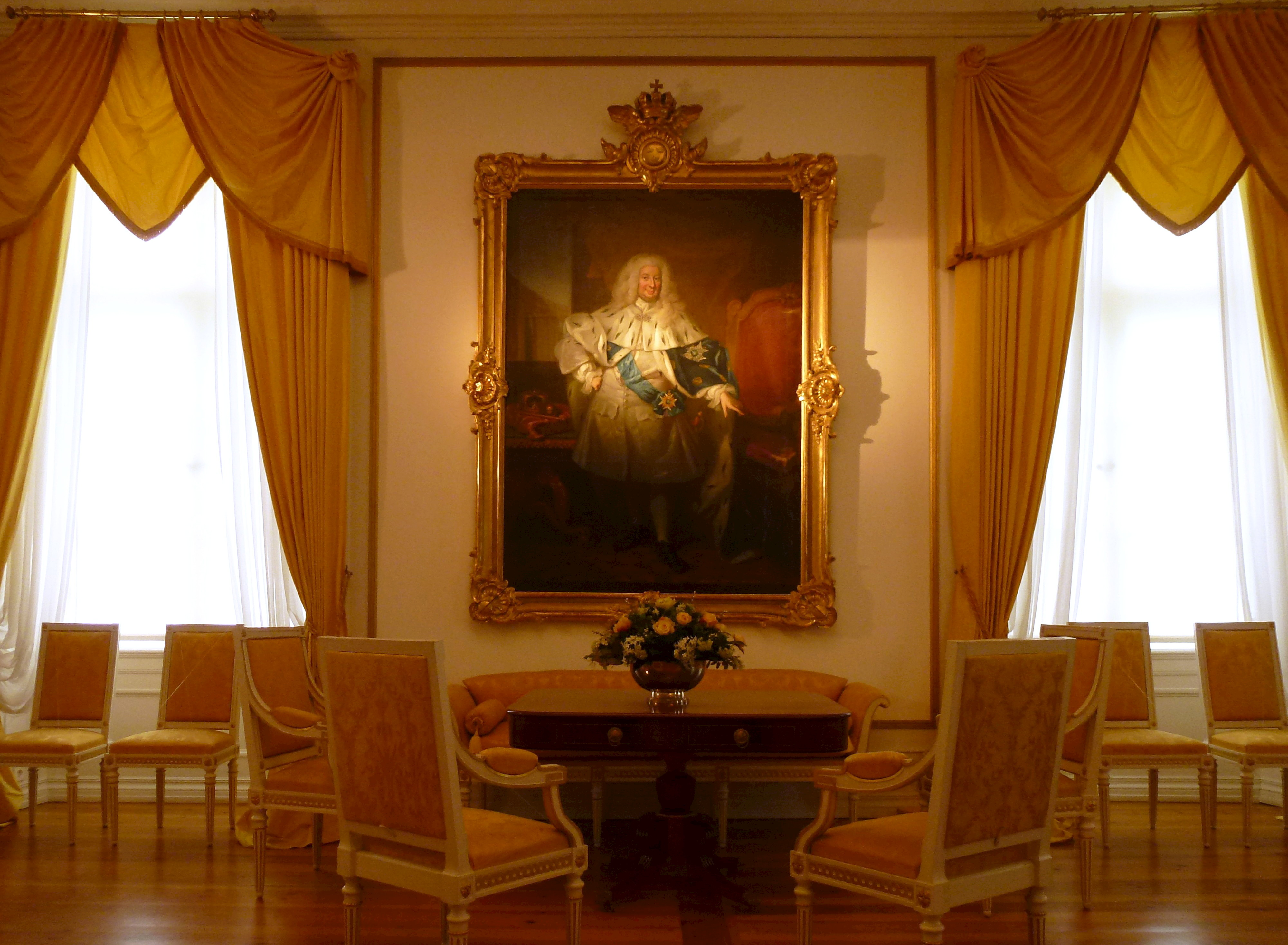
Gula salongen med målning visande Fredrik I.

Eutins slott ligger på en halvö i stora Eutinsjön. Byggnaden omsluter med fyra längor en innergård. Planmåttet är cirka 70x80 meter. I sydväst dominerar det för slottet typiska hörntornet. Portaltornet i västra längan innehåller byggnadsdelar från 1439 till 1449. Längorna är uppförda i två våningar samt en något lägre attikavåning som tillkom 1845. Portaltornet har fyra våningar och kröns av en lanternin. Utåt är tegelfasaderna oputsade medan inåt gården är de putsade och avfärgade i en gulockra kulör. Av slottets yttre framgår tydligt byggnadens historiska utveckling genom århundraden. 
Sevärda är bland annat furstinnans salonger i övre våningen, slottskapellet i södra längan, ryttarsalen i norra längan och Europasalen i västra längan. Europasalens tak smyckas av en plafondmålning visande Europas bortrövande. I samma flygel märks även slottsköket från 1720. Rummets väggar är klädda med kakel från Holland. I Gula salongen (hörnrummet mellan norra och östra flygeln) hänger tavlor visande svenska regenter, bland annat Fredrik I, Adolf Fredrik och Gustav III. I Eutins slott återfinns värdefull möblemang från 1700- och 1800-talen samt Nordtysklands största porträttsamling.
Hela anläggningen inklusive parken omfattar 14 hektar och är sedan 1967 ett kultur- och byggnadsminne. I den tidigare barockparken arrangeras sedan 1951 årligen i juli och augusti Eutiner Festspiele, som är en opera- och operettfestival.

## Exteriörbilder

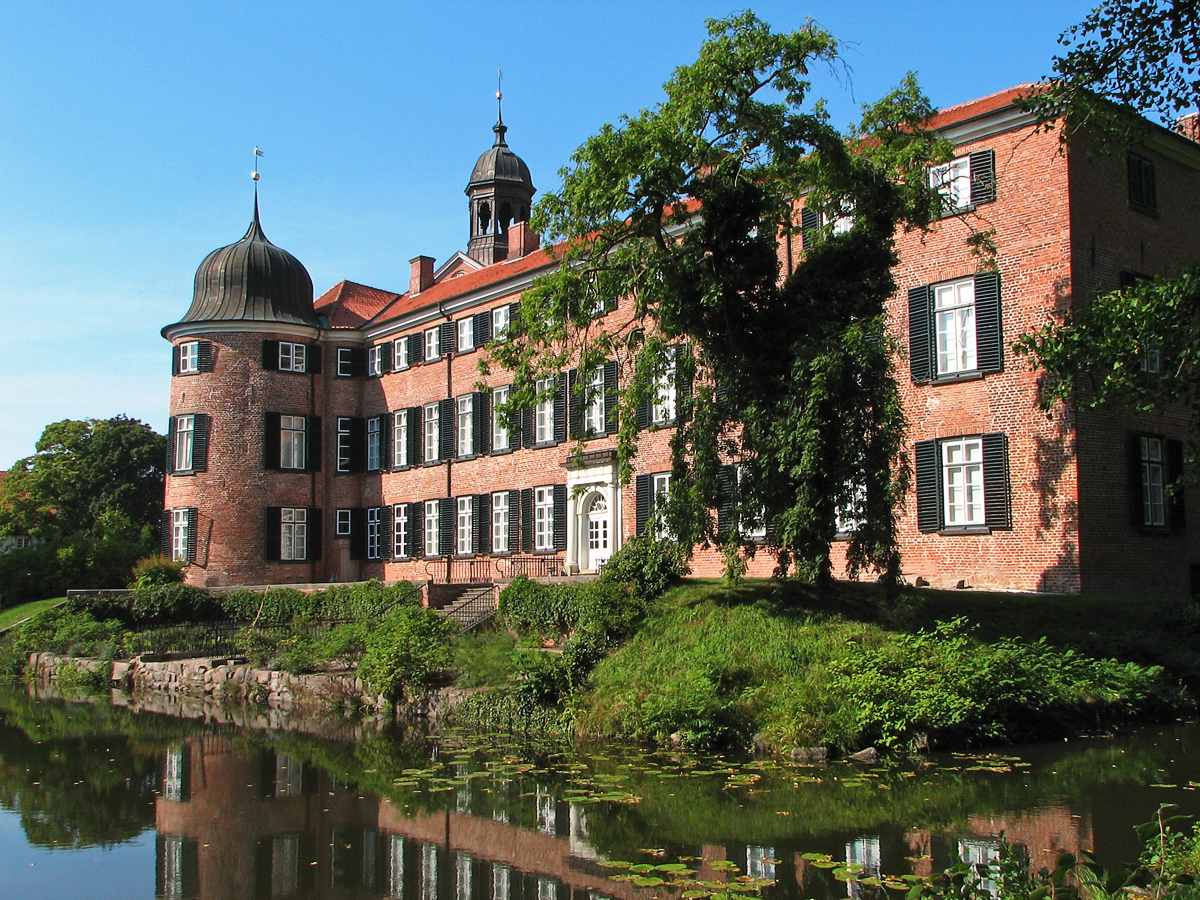
Fasad mot sydväst
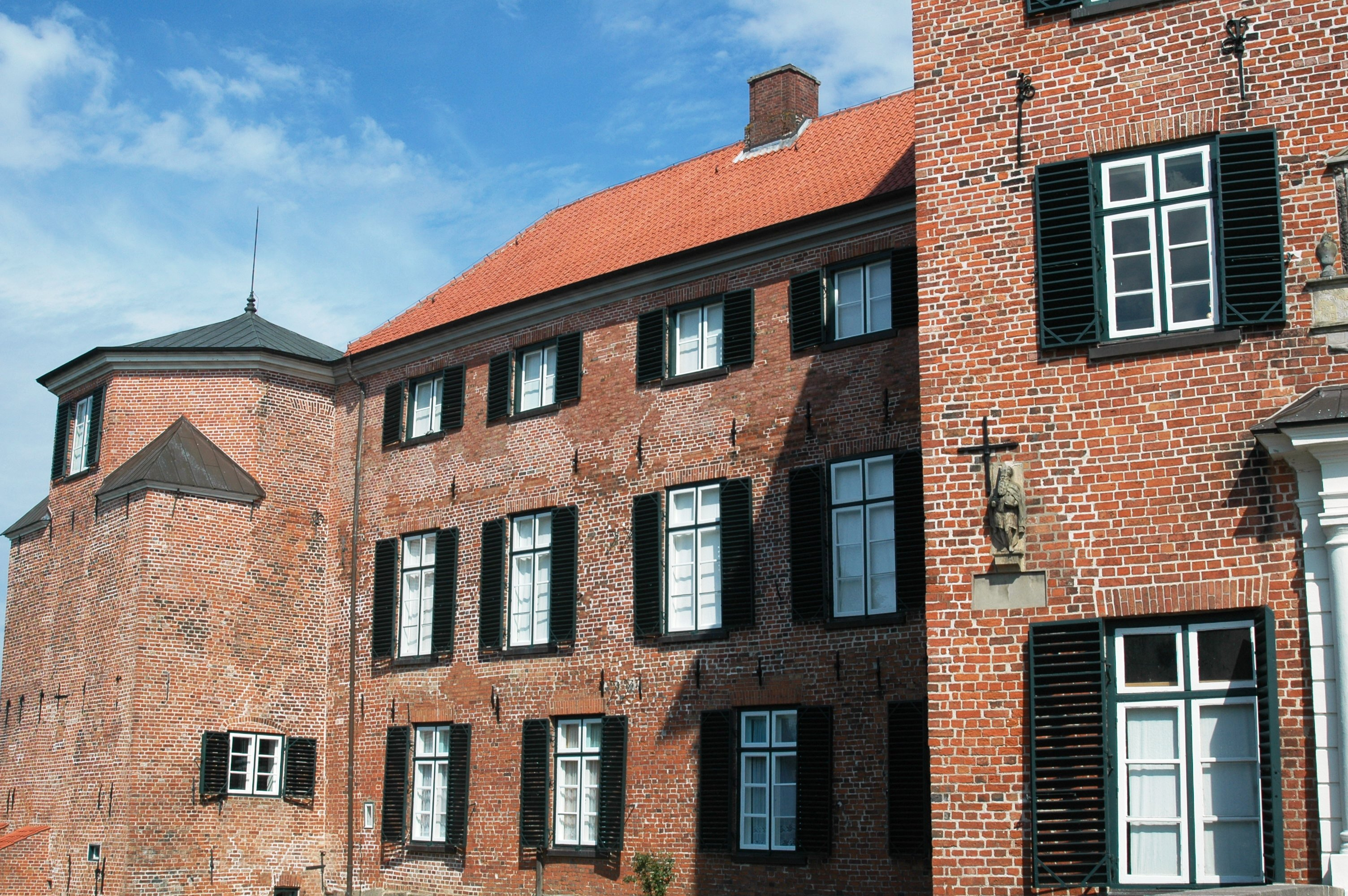
Detalj ytterfasad
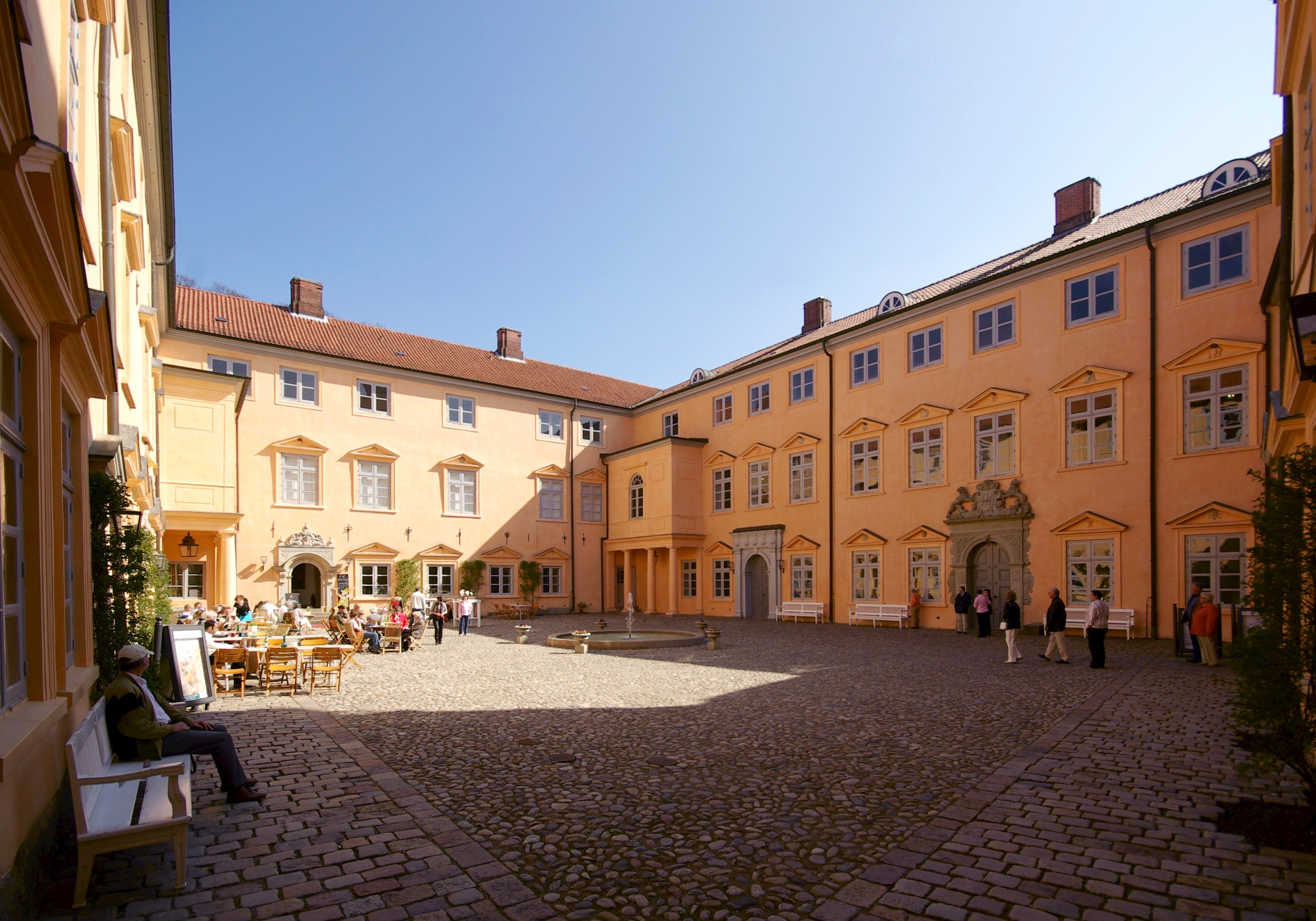
Innergård
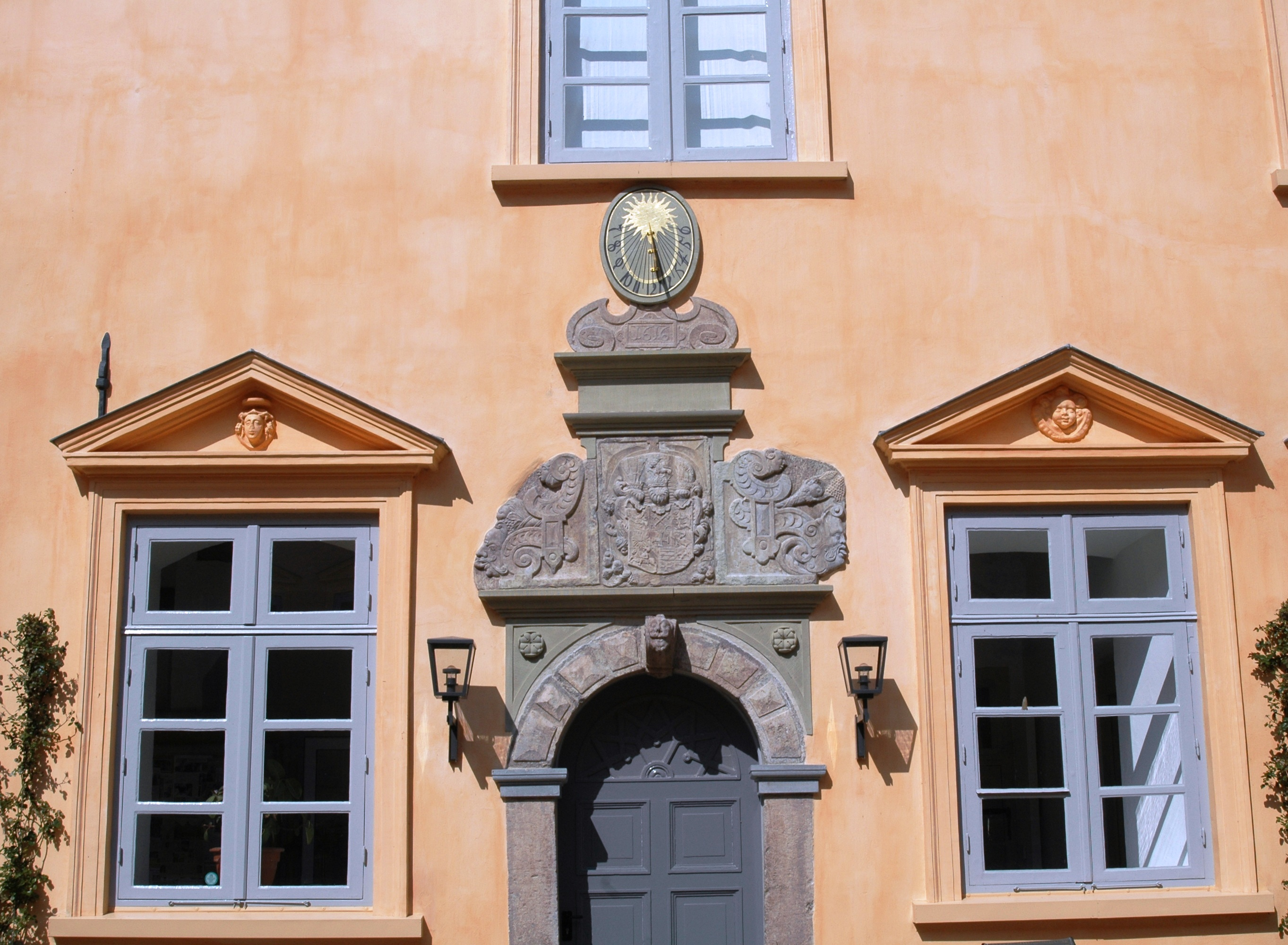
Detalj gårdsfasad

## Interiörbilder

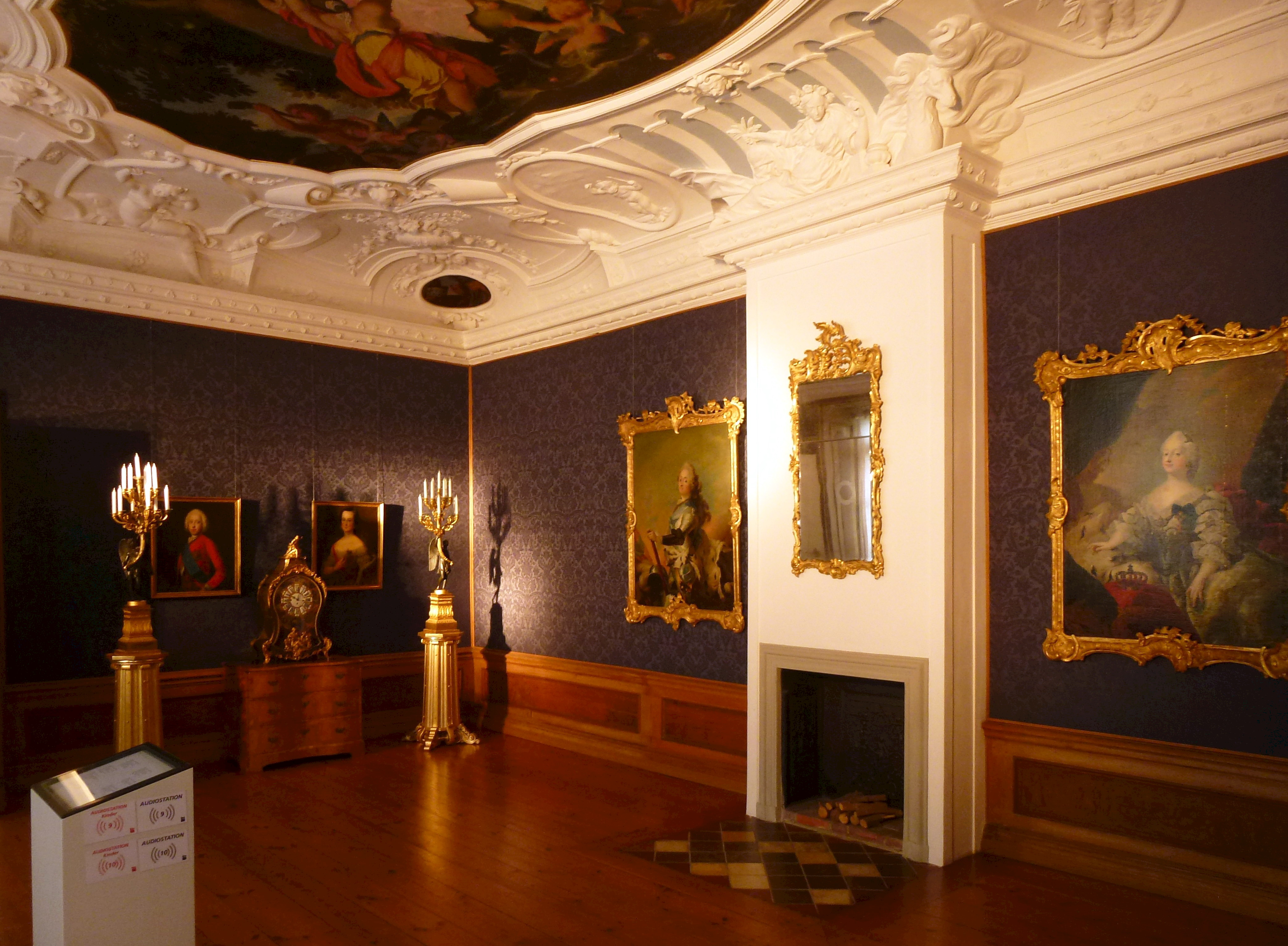
Europasalen
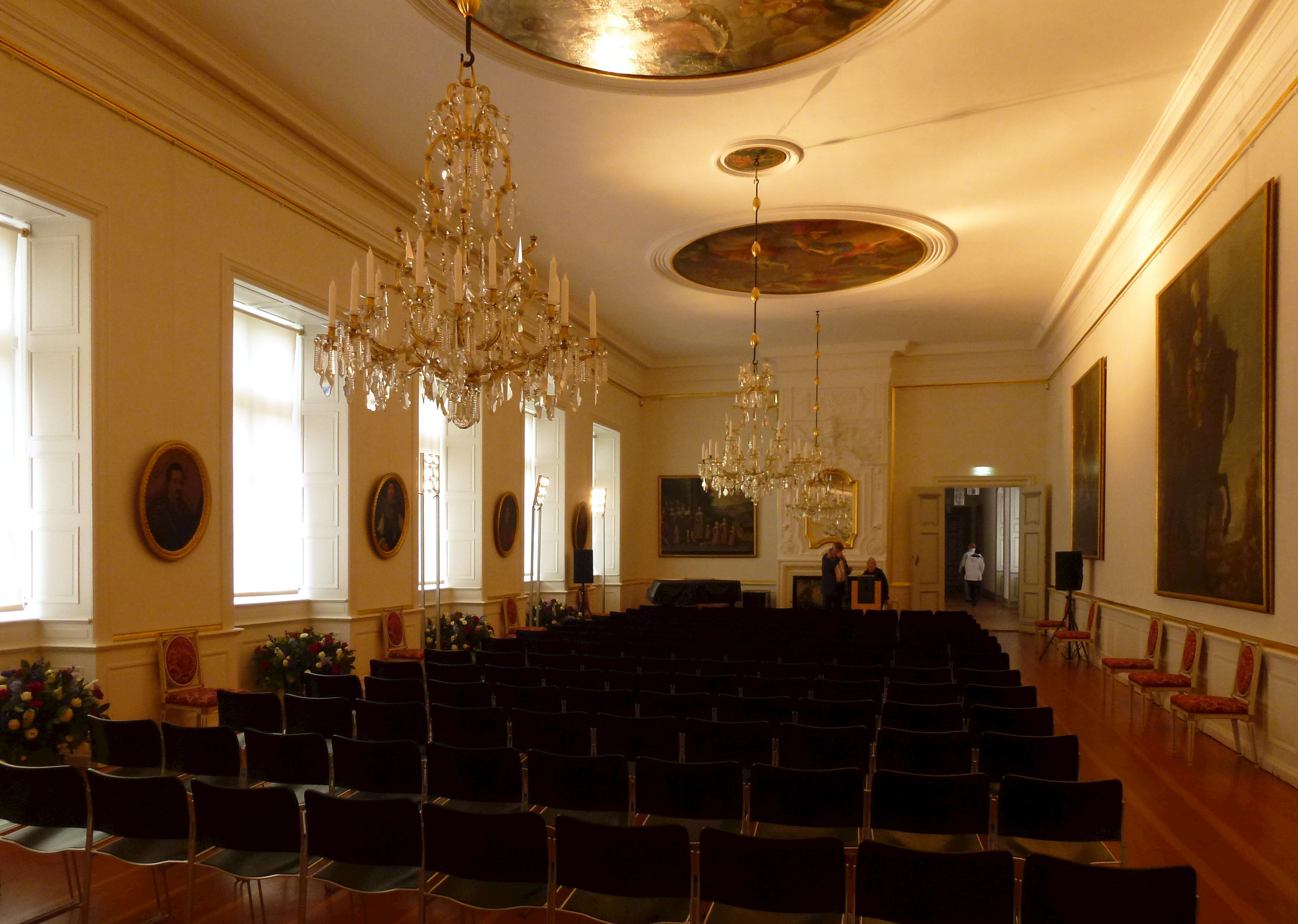
Ryttarsalen
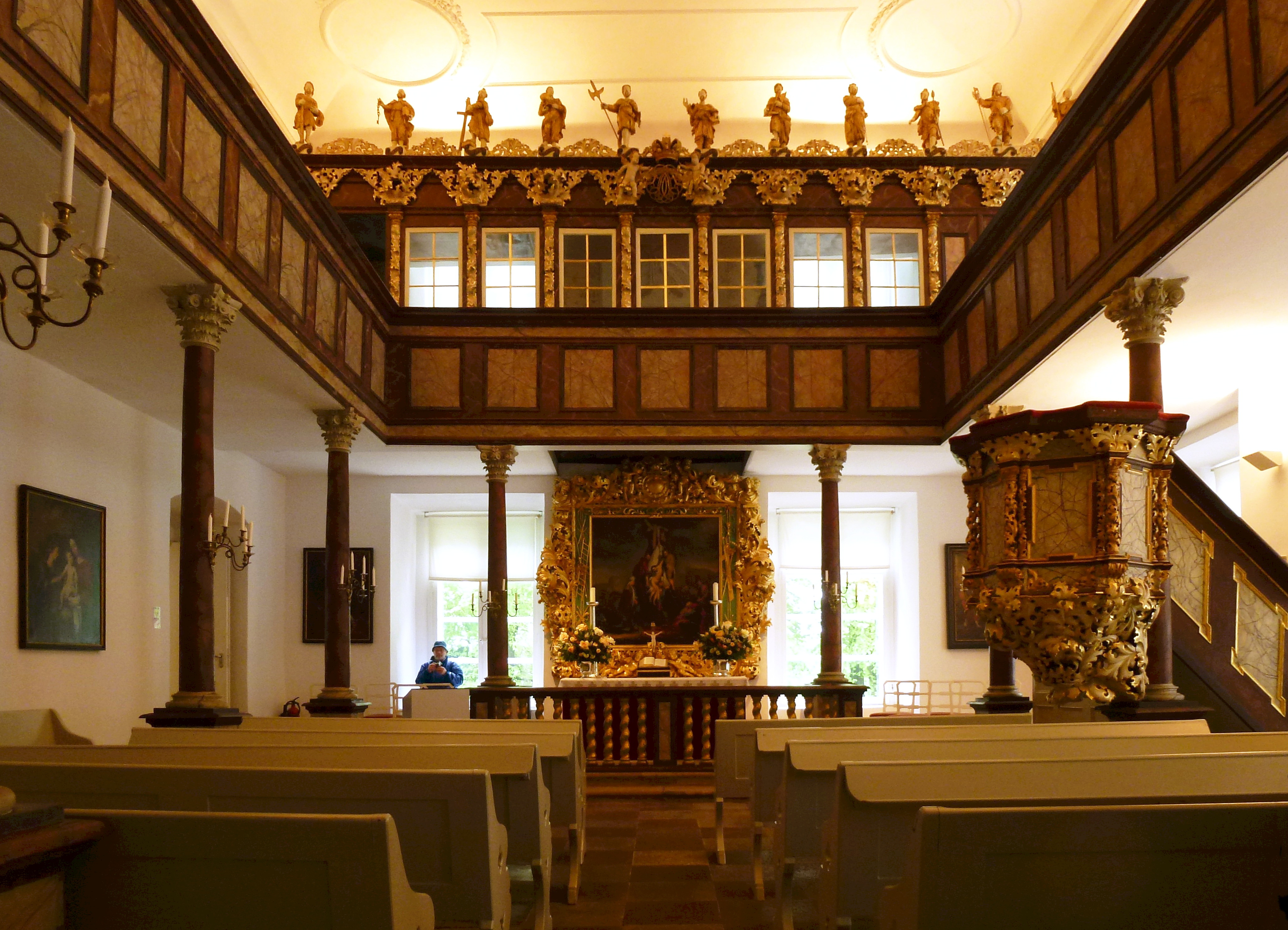
Slottskyrkan
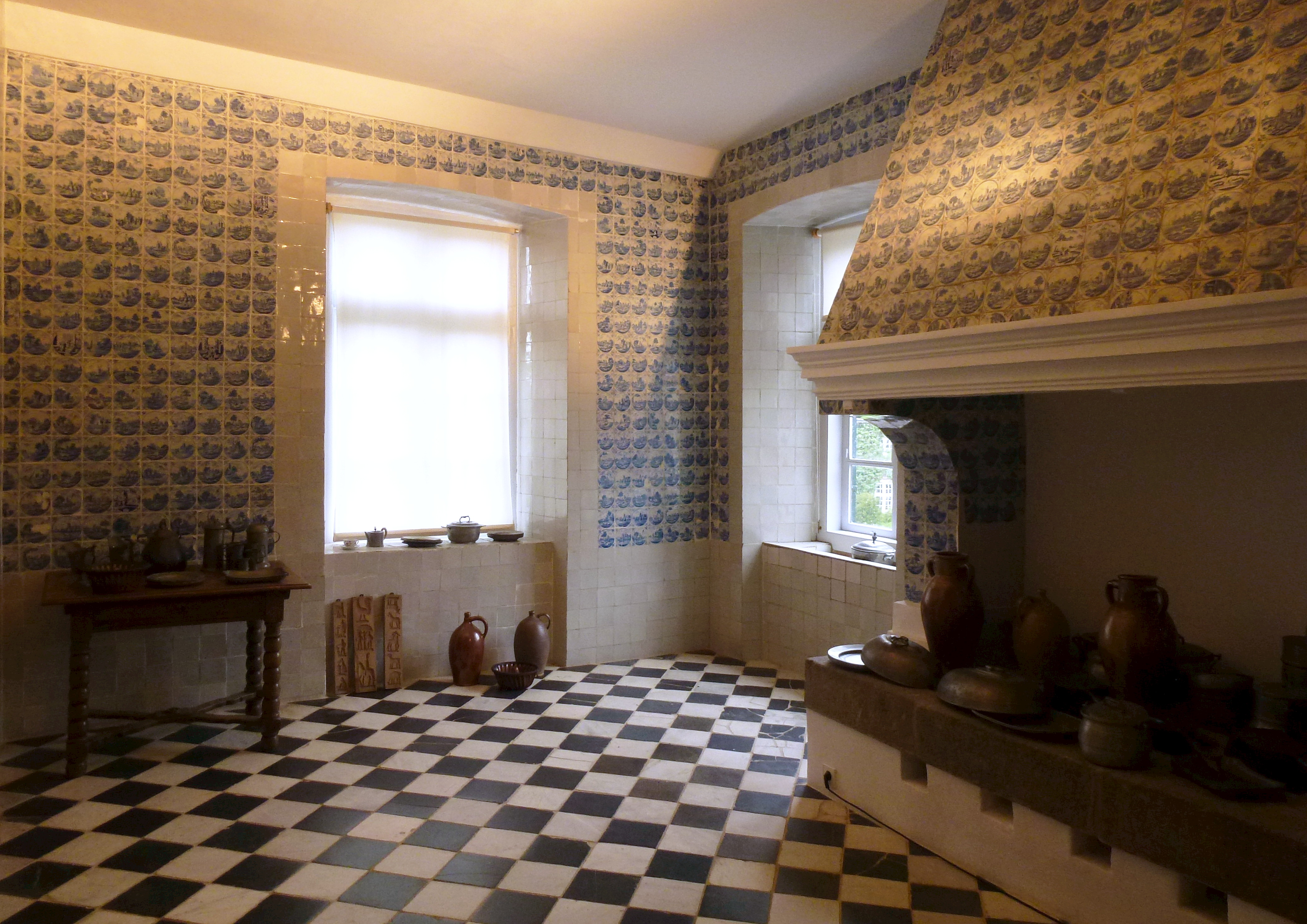
Slottsköket